# Ugo Tucci
Ugo Tucci (* 4. Juni 1917 in Spoleto; † 13. März 2013 in Perugia) war ein italienischer Wirtschaftshistoriker.

## Leben und Werk
Tucci wurde an der Universität Rom in Rechtswissenschaften promoviert und arbeitete als Privatdozent für Wirtschaftsgeschichte.
Nach Studien in Frankreich, am Centre National de Recherches Historiques zu Paris, wurde er Archivar. Nach seinem Amt als Direktor des Staatsarchivs Triest und als Sovrintendente Archivistico schlug er doch noch eine Universitätskarriere ein.
Zunächst lehrte er an der Facoltà di Lettere der Universität Triest (1968–72 und 1975–78), dazu an der Universität Venedig, genauer an der Facoltà di Economia e Commercio, an der Fakultät für Wirtschaft und Handel (von 1971 bis 1992).
Ermutigt von Gino Luzzatto widmete er sich der Wirtschaft der Renaissance und publizierte 1957 die Briefe des Händlers Andrea Berengo (1553–1556).
An der École pratique des hautes études in Paris lernte er Lucien Febvre und Fernand Braudel kennen, mit denen er ebenso zusammenarbeitete, wie mit Ruggiero Romano und Alberto Tenenti.
Tucci arbeitete an der Enciclopedia Einaudi und an der im selben Verlag erschienenen Storia d'Italia mit, und – zusammen mit Ruggiero Romano – am Band Economia naturale, economia monetaria mit (Turin 1983). Auch arbeitete er mit Gaetano Cozzi und Marino Berengo zusammen. 1981 erschien seine Monographie über Händler, Schiffe, Münzen im 16. Jahrhundert.
Darüber hinaus arbeitete er an mehreren Bänden der gewaltigen Storia della Cultura Veneta und vor allem an der Storia di Venezia (Istituto dell’Enciclopedia Italiana) mit, deren Mitherausgeber er war. Innerhalb der Reihe brachte er zusammen mit Alberto Tenenti den Band Il mare heraus (Rom 1991), außerdem die beiden Bände zur Renaissance (Il Rinascimento), Rom 1996.
Neben seinen im engeren Sinne wirtschaftsgeschichtlichen Themen befasste sich Tucci mit Marco Polo.
Außerdem war Ugo Tucci Präsident der Kommission für die Publikation der Documenti finanziari della Repubblica di Venezia, die für die Wirtschaftsgeschichte der Republik Venedig eine zentrale Rolle spielen, darüber hinaus Vizepräsident des Direktivkomitees der Storia di Venezia. Schließlich war er Mitglied des Ehrenkomitees des Istituto Internazionale di storia economica „Francesco Datini“ in Prato (vgl. Francesco Datini).
Am 10. November 1992 wurde er emeritiert und kehrte nach Umbrien zurück. Noch 2008 veröffentlichte er über Simon Giogalli, einen venezianischen Händler des 17. Jahrhunderts.
Seine Witwe Hannelore Zug-Tucci, selbst Historikerin, stattete über das Istituto Veneto di Scienze, Lettere ed Arti, dem Tucci von 1983 bis zu seinem Tod angehörte, einen Wettbewerb mit 5000 € zum Gedächtnis für ihren verstorbenen Ehemann aus. Ausgezeichnet werden damit seither unveröffentlichte Arbeiten (ausdrücklich nur lauree magistrali und dottorati)  zu den Themenkreisen „Händler, Pilger, Reisende in der mediterranen Welt“.

## Schriften (Auswahl)
- Alle origini dello spirito capitalistico a Venezia: la previsione economica, in: Studi in onore di Amintore Fanfani, 6 Bde., Bd. 3: Medioevo, Giuffrè, Mailand 1962, S. 545–557.
- Un problema di metrologia navale: la botte veneziana, in: Studi Veneziani 9 (1967) 201–246.
- Tariffe veneziane e libri toscani di mercatura, in: Studi Veneziani 10 (1968) 65–108.
- Credenze geografiche e cartografia, in: Ruggiero Romano, Corrado Vivanti (Hrsg.): Storia d'Italia, Bd. 5: I Documenti, Teilbd. 1, Einaudi, Turin 1973, S. 48–85.
- Convertibilità e copertura metallica della moneta del Banco Giro veneziano, in: Studi Veneziani 15 (1973) 349–448.
- Costi e ricavi di una galera veneziana ai primi del Cinquecento, in: Studi Veneziani 16 (1974) 109–175.
- L'Ungheria e gli approvvigionamenti veneziani di bovini nel Cinquecento, in: Tibor Klaniczay (Hrsg.): Rapporti veneto-ungheresi all'epoca del Rinascimento. (Atti del II. Convegno di Studi Italo-Ungheresi. Budapest, 20–23 giugno 1973), Akadémiai Kiado, Budapest 1975, S. 153–171.
- Mercanti, navi, monete nel Cinquecento veneziano, Bologna 1981.
- I servizi marittimi veneziani per il pellegrinaggio in Terrasanta nel Medioevo, in: Studi Veneziani, nuova serie 9 (1985) 43–66.
- als Herausgeber: Benedetto Cotrugli, Raguseo: Il libro dell'Arte di Mercatura (= Techné, 9), Arsenale, Venedig 1990, ISBN 88-7743-082-6.
- I listini a stampa dei prezzi e dei cambi a Venezia, in: Studi Veneziani, nuova serie 25 (1993) 15–33.
- Nel settecento: il commercio marittimo veneziano e i trattati coi Barbareschi, in: Bollettino Storico Pisano 62 (1993) 25–45.
- mit Alberto Tenenti (Hrsg.): Storia di Venezia dalle origini alla caduta della Serenissima, 14 Bde., Rom 1991–2002.
- Tra Venezia e Firenze: le scritture contabili, in: Studi Veneziani, nuova serie 27 (1994) 15–40.
- Commercio su lunga distanza e Capitalismo a Venezia, in: Società Savonese di Storia Patria. Atti e Memorie, nuova serie 32/33 (1996/1997) 189–203.
- Venezia e dintorni. Evoluzioni e trasformazioni (= Deputazione di Storia Patria per le Venezie, Studi, 6), Viella, Rom 2014, ISBN 978-88-6728-307-1.